# 統天曆
《統天曆》是中国古代曆法，南宋楊忠輔編纂，屬於陰陽曆。
宋寧宗慶元五年（1199年）曆成，帝賜名為《統天曆》，並於是年實施。
《統天曆》计算出1太陽年为365.2425日，1朔望月为29.530594日，這一數值取代了祖沖之測量的365.2428日。與公历的1太陽年的数値相同。清人梅文鼎稱“宋曆莫善于纪元，尤莫善于统天”。然而，嘉泰二年（1202年）五月甲辰朔日蝕，《统天历》预推时刻比实际天象早了一个半时辰。《統天曆》因推測日蝕不驗，僅使用到開禧三年（1207年）。大理評事鮑澣之曾對《統天曆》虚立上元一事大加挞伐，谓“以是而为术，乃民间之小曆。而非朝廷颁正朔、授民时之书也。”於是，鮑澣之又造《開禧曆》取代《統天曆》。